# Diego Movellán
Diego Movellán Lombilla, né le 1er juillet 1979, est un homme politique espagnol membre du Parti populaire (PP).
Il devient député de la circonscription de Cantabrie en décembre 2016.

## Biographie

### Études
Économiste de formation, il réalise ses études supérieures à l'université de Cantabrie où il obtient une licence en économie.

### Maire de Camargo
Élu conseiller municipal de Camargo lors des élections municipales de mai 2003, il est choisi comme président des Nouvelles Générations du Parti populaire de Cantabrie en 2005. Conservant son mandat municipal lors du scrutin de 2007, il est investi tête de liste pour les élections de mai 2011. Il remporte alors le scrutin avec 7 708 voix et 45,3 % des suffrages exprimés et remporte une courte majorité absolue de 11 mandats sur les 21 à pourvoir. Il est logiquement élu maire de la ville le 11 juin suivant, en remplacement de l'ancien socialiste Ángel Duque Herrera.
Candidat à sa succession en mai 2015, il remporte les élections grâce au soutien de 41,09 % des votants mais perd sa majorité absolue. Cette circonstance favorise la création d'une coalition rassemblant les quatre autres candidatures représentées au conseil municipal et permet l'élection de la socialiste Esther Bolado Somavilla à la mairie. Il siège alors comme porte-parole du groupe populaire dans l'opposition.

### Député au Congrès
Dans l'optique des élections générales de décembre 2015, il est investi en troisième position sur la liste conduite par Ana Madrazo dans la circonscription de Cantabrie,,. Seuls les deux premiers candidats sont cependant élus. La situation se répète lors du scrutin anticipé de juin 2016 mais il fait tout de même son entrée au Congrès des députés en décembre suivant après la démission de José María Lassalle, nommé secrétaire d'État à la Société de l'information et au Numérique. Choisi comme porte-parole à la commission de l'Agriculture, de la Pêche et de l'Alimentation, il siège à la commission de la Transition écologique, à celle de la Science, de l'Innovation et de l'Enseignement supérieur ainsi qu'à la commission bicamérale chargée de l'Étude du problème des drogues.
Soutien de Pablo Casado, il est élu membre du comité exécutif du Parti populaire à l'occasion du 19e congrès du parti.